# Odil Abdumajidov
Odil Abdumajidov est un footballeur ouzbek né le 1er juin 2001 à Andijan. Il joue au poste de défenseur au FK Ordabasy. 

## Biographie

### En club
Le 17 août 2020, il fait ses débuts avec le Metallurg Bekabad en championnat contre le FK Bunyodkor.
En 2022, il est prêté au FK Ordabasy. Il fait ses débuts le 5 mars contre Maktaaral club. 

### En sélection
Avec l'équipe d'Ouzbékistan olympique, il participe au championnat d'Asie des moins de 23 ans organisé en Ouzbékistan. Il joue quatre matchs lors de cette compétition, et l'Ouzbékistan s'incline en finale contre l'Arabie saoudite.

## Palmarès
- Finaliste du championnat d'Asie des moins de 23 ans en 2022 avec l'équipe d'Ouzbékistan olympique